# Ramesses XI
Ramesses XI (còn được viết là Ramses và Rameses) trị vì từ năm 1107 TCN đến 1078 TCN hay năm 1077 TCN, ông là vị vua thứ mười cũng là pharaon cuối cùng của Vương triều thứ hai mươi của Ai Cập. Ông cai trị Ai Cập trong vòng ít nhất 29 năm mặc dù một số nhà Ai Cập học nghĩ rằng ông có thể đã cai trị tới 30 năm. Con số thứ hai sẽ hoặc là kéo dài thêm 2 năm dựa trên niên đại dài nhất được biết đến của nhà vua này là vào năm thứ 10 của thời đại WHM Mswt hoặc là vào năm thứ 28 vương triều mà ông cai trị. Một học giả, Ad Thijs, thậm chí còn gợi ý rằng Ramesses XI đã cai trị dài tới 33 năm- do sự không chắc chắn xung quanh giai đoạn kết thúc vương triều lâu dài của ông.
Người ta tin rằng Ramesses vẫn còn cai trị vào năm thứ 29 vì một hình vẽ trên tường ghi lại rằng vị Đại Tư Tế của Amun Piankh đã quay trờ về Thebes từ Nubia vào mùa III Shemu ngày thứ 23 hoặc chỉ 3 ngày trước khi khởi đầu năm thứ 29 dưới vương triều Ramesses XI. Piankh được biết là đã tiến hành chiến dịch ở Nubia vào năm thứ 28 dưới vương triều của Ramesses XI (hoặc năm 10 của WHM Mswt) và sẽ trở về quê nhà Ai Cập trong năm sau.

## Bối cảnh
Ramesses XI đã từng được cho là con trai của vua Ramesses X với Nữ hoàng Tyti, người mang tước hiệu Mẹ của nhà vua, Vợ cua nhàvua và con gái vua. Tuy nhiên, nghiên cứu học thuật gần đây vào dựa trên các phần của tờ giấy papyrus Harris (hoặc Papyrus BM EA 10.052) - được thực hiện bởi Anthony Harris- mà ghi chép về một âm mưu hậu cung chống lại Ramesses III tiết lộ rằng Tyti có thể nhiều khả năng thực ra là một nữ hoàng của pharaon Ramesses III  Do đó, mẹ của Ramesses XI không phải Tyti và mặc dù ông có thể là con trai của vị vua tiền triều. Ramesses XI được cho là đã cưới Tentamun, con gái của Nebseny, mà nhờ đó ông được giả định là cha của Duathathor-Henuttawy, người vợ tương lai của viên Đại Tư Tế Pinedjem I. Ramesses XI có thể đã có một con gái khác tên là Tentamun mà sau này trở thành người vợ tương lai của Smendes, vị quân vương đầu tiên của vương triều kế tiếp.
Dưới vương triều của ông, Đại Tư Tế của Amun, Amenhotep, đã bị Pinehesy viên phó vương của Kush, đánh đuổi khỏi cương vị của ông ta, ông này đã nắm quyền kiểm soát của Tebais trong một thời gian ngắn. Mặc dù sự kiện "đàn áp Đại Tư Tế của Amun" được đặt niên đại diễn ra vào giai đoạn đầu của vương triều (trước năm thứ 9 của vương triều) Gần đây opinio communis đã thay đổi quan điểm cho rằng nó đã diễn ra chỉ trong thời gian ngắn trước khi bắt đầu WHM Mswt hay 'Thời đại Phục Hưng, một thời đại đã được mở đầu vào năm thứ 19, có lẽ là để nhấn mạnh sự trở lại tình trạng ổn định sau cuộc chính biến của Pinehesy.

## Thời đại whm-mswt

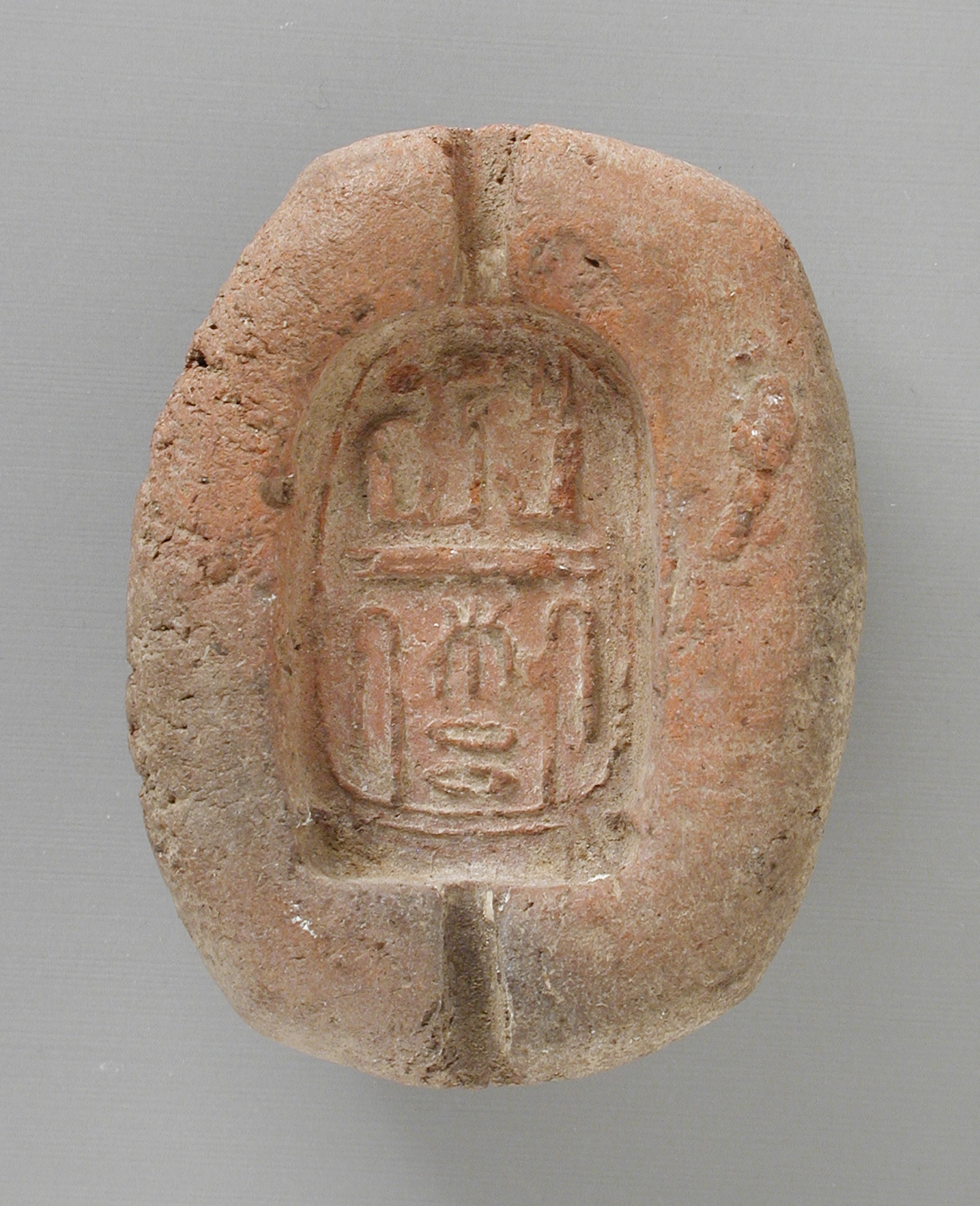
Khuôn đúc với tên của Ramesses XI hoặc IX tại LACMA

vương triều Ramesses XI được chú ý bởi một số lượng lớn giấy cói quan trọng đã được phát hiện, bao gồm cả tờ Papyrus nhận nuôi, trong đó đề cập đến năm năm cai trị thứ nhất và 18 của vương triều của ông; Pap. B.M. 10.052, Pap. Mayer A, Pap. B.M. 10.403 và Pap. B.M. 10.383 (tất cả bốn tờ đều chứa những ghi chép về các phiên tòa xử tội cướp mộ được tiến hành trong hai năm đầu tiên của WHM Mswt); Pap. Ambras (có chứa một danh sách các tài liệu đã được mua lại trong năm thứ sáu của WHM Mswt, sau khi đã bị đánh cắp từ một số kho lưu trữ của đền thờ, có lẽ hầu hết trong thời kỳ hỗn loạn khi diễn ra cuộc đàn áp viên Tư Tế của Amun Amenhotep); Tờ Papyrus thu thuế Turin, trong một thời điểm không xác định của năm 12; Pap. B.M. 10.068, trong đó bao gồm hai danh sách ở bên mặt sau của nó, gọi là Danh sách nhà cửa (từ một thời điểm không xác định năm 12) và Danh sách Srmt (không ghi ngày tháng, nhưng hơi muộn hơn Danh sách nhà cửa); Pap. B.M. 9997, một thời điểm không xác định năm 14 và 15; và toàn bộ một loạt các Thư tín hậu kì Ramesside được viết bởi các thầy ký lục của Necropolis Dhutmose, Butehamun, và Đại Tư Tế Piankh. Thư tín hậu kì Ramesside số 9 quy định rằng thời kỳ WHM Mswt kéo dài sang năm thứ 10 (trong đó ít nhiều tương đương năm 28 Ramesses XI).
Nguyên nhân chính xác dẫn đến sự kết thúc giai đoạn hỗn loạn của Sự Đàn Áp và ai là người đã đánh đuổi Pinehesy ra khỏi Thebes là không rõ, do thiếu những ghi chép rõ ràng. Tuy nhiên, có vẻ như Pinehesy đã rút về Nubia và thành công trong việc duy trì một số căn cứ quyền lực ở đó trong hơn một thập kỷ. Trong năm 10 của WHM-mswt sau đó, vị tướng và Đại Tư Tế Piankh đã tiến hành một cuộc viễn chinh tới Nubia để "gặp mặt Pinehesy". Mặc dù nó thường được mặc nhiên công nhận rằng mục đích của chiến dịch này để chống lại vị cựu phó vương. Các ghi chép thực sự không rõ ràng về điểm này và không khí chính trị cũng có thể đã thay đổi trong những năm qua. Có một số bằng chứng cho thấy rằng tại thời điểm này Piankh có thể không còn là một người đầy tớ trung thành của Ramesses XI, và có khả năng ông ta đã bí mật đàm phán với Pinehesy, thậm chí có thể đang âm mưu chống lại nhà vua trị vì.

## Giai đoạn cuối Tân Vương quốc thời Ramesses XI
Quan điểm của các nhà niên đại Ai Cập thường cho rằng Ramesses XI đã có một vương triều độc lập từ 29 đến 30 hoặc 33 năm giữa Ramesses X và Smendes trước khi qua đời. Một thời gian ngắn trước khi qua đời, ông đã chuyển trung tâm chính trị của Ai Cập tới Tanis nơi ông qua đời tại đây và được chôn cất bởi Smendes, người sau đó lên kế vị ông, nhưng ông này chỉ cai trị Hạ Ai Cập trong khi Herihor cai trị Thượng Ai Cập trong vai trò là Đại Tư Tế của Ai Cập ở Thebes. 

## An Táng
Vào một thời điểm không rõ trong giai đoạn hỗn loạn này, Ramesses XI qua đời mà không rõ nguyên nhân. Trước đó ông đã chuẩn bị ngôi mộ cho bản thân trong Thung lũng các vị vua (KV4), tuy nhiên nó đã bị bỏ dở và chỉ có một phần được trang trí bởi vì Ramesses XI đã không chọn Thebes để làm nơi chôn cất cho bản thân mình, có thể là ở gần Memphis. Ngôi mộ của vị pharaon này, lại mang một số tính năng khác thường, bao gồm bốn hình chữ nhật, chứ không phải là hình vuông, các cây trụ cột nằm trong phòng mai táng và một hầm mai táng nằm rất sâu- trên 30 feet hoặc 10 mét - mà có lẽ được thiết kế như một thiết bị bảo mật bổ sung để ngăn chặn những kẻ cướp mộ. Dưới vương triều thứ 21, trong giai đoạn mà Đại Tư Tế Thebes cai trị, Pinedjem I, ngôi mộ Ramesses XI đã được sử dụng như một công xưởng để tái gia công lại những đồ tang lễ từ các ngôi mộ của Hatshepsut, Thutmose III và có lẽ từ cả ngôi mộ Thutmose I. Ngôi mộ của Ramesses XI đã được mở từ thời cổ đại và được sử dụng như một nơi trú ngụ của người Copt.
Kể từ lúc Ramesses XI được an táng ở Hạ Ai Cập, Smendes đã đoạt lấy ngai vàng của Ai Cập, dựa trên phong tục được biết đó là người nào chôn cất vị vua tiền triều thì sẽ được thừa kế ngai vàng. Và vì Smendes đã an táng Ramesses XI, ông ta có quyền hợp pháp được trở thành vị vua mới của Ai Cập và thiết lập nên vương triều thứ 21 ở thành phố quê hương của ông ta là Tanis, ngay cả khi ông ta đã không kiểm soát miền Trung và Thượng Ai Cập, mà bây giờ hoàn toàn nằm trong tay của các Đại Tư Tế của Amun ở Thebes.